# Chordeuma inornatum
Chordeuma inornatum är en mångfotingart som beskrevs av Ribaut 1913. Chordeuma inornatum ingår i släktet Chordeuma och familjen spinndubbelfotingar. Inga underarter finns listade i Catalogue of Life.